# Jelena Vladimirovna Ruská
Jelena Vladimirovna Ruská (rusky великая княжна Елена Владимировна, 17. ledna 1882, Carské Selo – 13. března 1957, Athény) známá také jako Helen, Helena, Helene, Ellen, Yelena, Hélène, Elena nebo Eleni, byla ruská velkokněžna, jediná dcera a nejmladší dítě Vladimíra Alexandroviče Romanova a Marie Meklenbursko-Zvěřínské. Jejím manželem byl bratranec cara Mikuláše II., Mikuláš Řecký a Dánský.

## Dětství
Jelena a její tři starší přeživší bratři, Kirill, Boris a Andrej, měli anglickou chůvu a jejich prvním jazykem, jakým mluvili, tak byla angličtina. Malá Jelena měla temperament a někdy se vymykala kontrole. Když ve čtyřech letech pózovala umělcům, popadla nůž na papír a ohrožovala jím zdravotní sestru, která se skryla za umělce. "Malá dáma pak přenesla svou pozornost na mě, černé oči jí planuly hněvem", vzpomínal umělec. Jelena byla vychovávána matkou, která si byla vědoma svého postavení a někteří ji považovali za snobskou. "Chudák malá, je mi jí líto", napsala společenská rivalka její matky, carevna vdova Marie Fjodorovna, "protože je opravdu sladká, ale ješitná a docela grandiózní."

## Manželství
Jelena byla zpočátku zasnoubená s Maxem Bádenským, ale Max ze zasnoubení vycouval. Jelenina matka zuřila a společensky klábosila o problémech najít Jeleně manžela. V roce 1899 byla sedmnáctiletá Jelena údajně zasnoubena s Františkem Ferdinandem d'Este, nicméně ze zásnub sešlo, protože se arcivévoda zamiloval do Žofie Chotkové. Princ Mikuláš Řecký a Dánský, třetí syn Jiřího I. Řeckého, byl poprvé navržen v roce 1900, ale Jelenina matka nebyla ochotna dovolit své dceři provdat se za mladšího syna s žádným skutečným bohatstvím nebo vyhlídek na královský trůn. Nakonec se svatbou souhlasila v roce 1902, když se ukázalo, že žádné další nabídky na obzoru nejsou. Pár byl oddán 29. srpna 1902 v Carském Selu v Rusku. Carevna vdova napsala Jeleně, že "má velmi příkrý a domýšlivý tón, který může lidi pohoršit" a očekávala v manželství problémy. Jeleniny "velkolepé způsoby" některé lidi u dvora dráždily, ale její manželství bylo šťastné.
Jelena měla s Mikulášem tři dcery:
- Olga Řecká a Dánská (11. června 1903 – 16. října 1997) ⚭ 1923 Pavel Karađorđević (27. dubna 1893 – 14. září 1976), jugoslávský princ–regent
- Alžběta Řecká a Dánská (24. května 1904 – 11. ledna 1955) ⚭ 1934 hrabě Karel Teodor z Törring-Jettenbachu (22. září 1900 – 14. května 1967)
- Marina Řecká a Dánská (13. prosince 1906 – 27. srpna 1968) ⚭ 1934 Jiří, vévoda z Kentu (20. prosince 1902 – 25. srpna 1942)

## Život v exilu

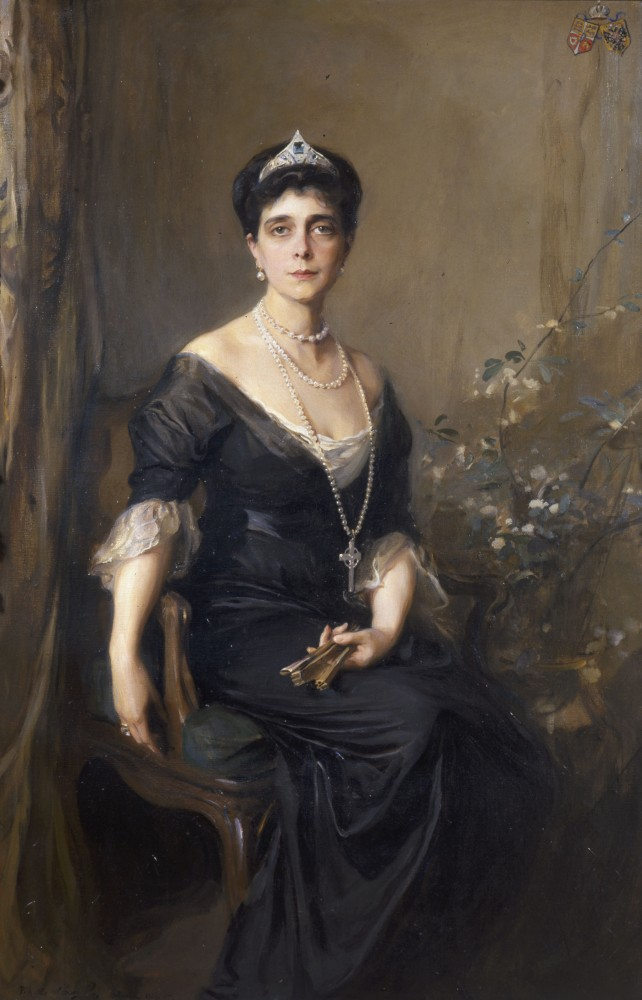
Jelena Vladimirovna Ruská v roce 1914

Rodina byla později ovlivněna revolucí v Rusku v roce 1917 a následnými nepokoji v Řecku, které se stalo republikou a rodina tak musela nějaký čas žít ve Francii.
Během pobytu ve Francii se Jelena zapojila do charitativní činnosti pro ruské emigranty, zejména děti. Kvůli emigraci z Řecka a ztrátě ruských příjmů, žil princ Mikuláš a jeho rodina žila v nižších, ale elegantních podmínkách. Fantastická kolekce Jeleniných šperků, stejně jako vlastní umělecká díla prince Mikuláše, byly zdroje jejich příjmů.
Jelenina dcera Olga se provdala za jugoslávského prince Pavla Karađorđeviće; dcera Alžběta za Karla Teodora zu Toerring-Jettenbach, syna Žofie Adléty Bavorské; a dcera Marina za Jiřího, vévodu z Kentu.
Velkokněžna Jelena ovdověla v roce 1938, když princ Mikuláš prodělal infarkt a náhle zemřel. Během 2. světové války zůstala v Řecku, kde také v roce 1957 zemřela. Svou osobní knihovnu odkázala škole Anavryta.

## Tituly a oslovení
- 17. ledna 1882 – 29. srpna 1902: Její Císařská Výsost velkokněžna Jelena Vladimirovna Ruská
- 29. srpna 1902 – 13. března 1957: Její Císařská a Královská Výsost princezna Mikuláše Řeckého a Dánského

## Vyznamenání
- Řád sv. Kateřiny
- Řád svaté Olgy a Žofie